# Annette van Zyl
Annette van Zyl (Pretoria, 25 september 1943) is een voormalig tennisspeelster uit Zuid-Afrika. Na haar huwelijk met Jan du Plooy (medio april 1968) was zij ook wel bekend onder de naam Annette du Plooy. Zij speelde in de jaren zestig, voordat vrouwentennis professioneel was georganiseerd, en professioneel in de jaren zeventig. In 1963 was zij nationaal kampioen in Zuid-Afrika.
In 1966 won zij samen met Frew McMillan de finale van het gemengd dubbelspel op de Internationaux de France. Een jaar later speelde zij met Pat Walkden in de finale van het vrouwendubbelspel op Roland Garros, die zij verloren.
Dutch Open – In de tweede helft van de jaren zestig was Van Zyl geregeld te vinden op het Dutch Open in Hilversum. In 1966 won zij er de enkelspeltitel – in de finale versloeg zij de Nederlandse Trudy Groenman. Het vrouwendubbelspel won zij tweemaal (in 1966 met de Nederlandse Elly Krocké en in 1968 met Patricia Walkden uit Zuid-Afrika). Het gemengd dubbelspel in Hilversum won Van Zyl drie keer, met Zuid-Afrikaanse partners (Frew McMillan in 1965 en 1966, en Robert Maud in 1968).

## Resultaten grandslamtoernooien
| Legenda | Legenda                          |
| ------- | -------------------------------- |
| g.t.    | geen toernooi gehouden           |
| l.c.    | lagere categorie                 |
| –       | niet deelgenomen                 |
| G       | uitgeschakeld in de groepsfase   |
| 1R      | uitgeschakeld in de eerste ronde |
| 2R      | uitgeschakeld in de tweede ronde |
| 3R      | uitgeschakeld in de derde ronde  |
| 4R      | uitgeschakeld in de vierde ronde |
| KF      | uitgeschakeld in de kwartfinale  |
| HF      | uitgeschakeld in de halve finale |
| F       | de finale verloren               |
| W       | het toernooi gewonnen            |
| w-v     | winst/verlies-balans             |

### Enkelspel
| Australian Open | –  | –  | HF | –  | –  | –  | –  | –  |
| Roland Garros   | 4R | 4R | KF | KF | HF | HF | –  | –  |
| Wimbledon       | 3R | 2R | –  | KF | 4R | 2R | 2R | 2R |
| US Open         | 1R | 3R | –  | –  | KF | –  | –  | 2R |

### Vrouwendubbelspel
| Australian Open | –  | –  | KF | –  | –  | –  | –  | –  |
| Roland Garros   | HF | 3R | HF | HF | F  | HF | –  | –  |
| Wimbledon       | KF | 1R | –  | 2R | 1R | 2R | 3R | 3R |
| US Open         | –  | –  | –  | –  | HF | –  | –  | 1R |

### Gemengd dubbelspel
| Toernooi        | 1963 | 1964 | 1965 | 1966 | 1967 | 1968 |    | 1970 |
| --------------- | ---- | ---- | ---- | ---- | ---- | ---- | -- | ---- |
| Australian Open | –    | –    | 3R   | –    | –    | –    | –  |      |
| Roland Garros   | KF   | 3R   | KF   | W    | HF   | HF   | –  |      |
| Wimbledon       | 3R   | 4R   | –    | HF   | HF   | KF   | 3R |      |
| US Open         | –    | –    | –    | –    | –    | –    | –  |      |

## Palmares

### WTA-finaleplaatsen enkelspel
| nr.              | finale     | toernooi         | ondergrond | tegenstandster   | score         |
| ---------------- | ---------- | ---------------- | ---------- | ---------------- | ------------- |
| gewonnen finales |            |                  |            |                  |               |
| 1.               | 1965-06-20 | WTA Londen       | gras       | Christine Truman | 6-3, 4-6, 6-4 |
| 2.               | 1966-07-24 | WTA Hilversum    | gravel     | Trudy Groenman   | 6-3, 6-1      |
| 3.               | 1967-07-23 | WTA Gstaad       | gravel     | Jan Lehane       | 6-1, 3-6, 6-3 |
| 4.               | 1968-07-21 | WTA Gstaad       | gravel     | Julie Heldman    | 6-0, 6-1      |
| 5.               | 1968-08-11 | WTA Hamburg      | gravel     | Judy Tegart      | 6-1, 7-5      |
| 6.               | 1968-08-20 | WTA Kitzbühel    | gravel     | Erzsébet Polgár  | 6-1, 6-0      |
| 7.               | 1975-12-02 | WTA Johannesburg | hardcourt  | Brigitte Cuypers | 6-3, 3-6, 6-4 |
| verloren finales |            |                  |            |                  |               |
| 1.               | 1966-05-08 | WTA Rome         | gravel     | Ann Haydon-Jones | 6-8, 1-6      |
| 2.               | 1966-07-17 | WTA Hoylake      | gras       | Margaret Smith   | 6-3, 1-6, 4-6 |
| 3.               | 1969-04-20 | WTA Durban       | hardcourt  | Billie Jean King | 4-6, 1-6      |

### WTA-finaleplaatsen vrouwendubbelspel
| nr.              | finale     | toernooi         | ondergrond    | partner            | tegenstandsters                    | score           |
| ---------------- | ---------- | ---------------- | ------------- | ------------------ | ---------------------------------- | --------------- |
| gewonnen finales |            |                  |               |                    |                                    |                 |
| 1.               | 1965-05-09 | WTA Rome         | gravel        | Madonna Schacht    | Silvana Lazzarino Lea Pericoli     | 2-6, 6-2, 12-10 |
| 2.               | 1966-05-08 | WTA Rome         | gravel        | Norma Baylon       | Ann Haydon-Jones Elizabeth Starkie | 6-3, 1-6, 6-2   |
| 3.               | 1966-04-03 | WTA Johannesburg | hardcourt     | Margaret Smith     | Carole Graebner Billie Jean King   | 6-4, 6-4        |
| 4.               | 1966-07-24 | WTA Hilversum    | gravel        | Elly Krocké        | Gail Sherriff Betty Stöve          | 6-3, 2-6, 6-1   |
| 5.               | 1968-04-07 | WTA Johannesburg | hardcourt     | Patricia Walkden   | Margaret Court Virginia Wade       | 0-6, 6-4, 7-5   |
| 6.               | 1968-07-21 | WTA Gstaad       | gravel        | Rosa Maria Darmon  | Helen Amos Elena Subirats          | 6-1, 6-3        |
| 7.               | 1968-07-28 | WTA Hilversum    | gravel        | Patricia Walkden   | Astrid Suurbeek Judy Tegart        | 6-2, 3-6, 6-3   |
| 8.               | 1968-08-11 | WTA Hamburg      | gravel        | Patricia Walkden   | Winnie Shaw Judy Tegart            | 6-3, 7-5        |
| 9.               | 1968-08-20 | WTA Kitzbühel    | gravel        | Nell Truman        | Jauss Schönberger                  | 6-3, 6-1        |
| 10.              | 1970-08-31 | WTA Kitzbühel    | gravel        | Brenda Kirk        | Helga Masthoff Winnie Shaw         | 6-4, 5-7, 6-3   |
| 11.              | 1976-06-13 | WTA Beckenham    | gras          | Brigitte Cuypers   | Natasha Chmyreva Olga Morozova     | 9-7, 6-4        |
| verloren finales |            |                  |               |                    |                                    |                 |
| 1.               | 1963-07-28 | WTA Hilversum    | gravel        | Margaret Hunt      | Renée Schuurman Lesley Turner      | 5-7, 6-4, 2-6   |
| 2.               | 1964-07-19 | WTA Gstaad       | gravel        | Roberta Beltrame   | Margaret Smith Lesley Turner       | 4-6, 1-6        |
| 3.               | 1964-07-26 | WTA Hilversum    | gravel        | Norma Baylon       | Margaret Smith Lesley Turner       | 2-6, 2-6        |
| 4.               | 1965-08-03 | WTA Baden-Baden  | gravel        | Heide Schildknecht | Margaret Smith Lesley Turner       | 3-6, 2-6        |
| 5.               | 1966-07-17 | WTA Hoylake      | gras          | Norma Baylon       | Maria Bueno Margaret Smith         | 2-6, 1-6        |
| 6.               | 1966-08-07 | WTA Hamburg      | gravel        | Norma Baylon       | Ann Haydon-Jones Margaret Smith    | 3-6, 2-6        |
| 7.               | 1967-06-04 | Roland Garros    | gravel        | Patricia Walkden   | Françoise Dürr Gail Sherriff       | 2-6, 2-6        |
| 8.               | 1968-04-28 | WTA Bournemouth  | gravel        | Fay Toyne          | Christine Janes Nell Truman        | 4-6, 3-6        |
| 9.               | 1968-05-05 | WTA Hurlingham   | gravel        | Patricia Walkden   | Margaret Court Virginia Wade       | gedeeld         |
| 10.              | 1968-05-12 | WTA Rome         | gravel        | Patricia Walkden   | Margaret Court Virginia Wade       | 2-6, 5-7        |
| 11.              | 1969-04-20 | WTA Durban       | hardcourt     | Patricia Walkden   | Rosie Casals Billie Jean King      | 3-6, 6-1, 2-6   |
| 12.              | 1969-10-27 | WTA Stalybridge  | hardcourt (i) | Joyce Williams     | Ann Haydon-Jones Virginia Wade     | 3-6, 3-6        |
| 13.              | 1969-11-19 | WTA Londen       | tapijt (i)    | Joyce Williams     | Ann Haydon-Jones Virginia Wade     | 5-7, 6-3, 2-6   |
| 14.              | 1976-07-11 | WTA Gstaad       | gravel        | Brigitte Cuypers   | Betsy Nagelsen Wendy Turnbull      | 4-6, 4-6        |

### WTA-finaleplaatsen gemengd dubbelspel
| nr.              | finale     | toernooi      | ondergrond | partner       | tegenstanders                     | score         |
| ---------------- | ---------- | ------------- | ---------- | ------------- | --------------------------------- | ------------- |
| gewonnen finales |            |               |            |               |                                   |               |
| 1.               | 1965-07-25 | WTA Hilversum | gravel     | Frew McMillan |                                   |               |
| 2.               | 1966-06-05 | Roland Garros | gravel     | Frew McMillan | Ann Haydon-Jones Clark Graebner   | 1-6, 6-3, 6-2 |
| 3.               | 1966-07-24 | WTA Hilversum | gravel     | Frew McMillan |                                   |               |
| 4.               | 1968-07-28 | WTA Hilversum | gravel     | Robert Maud   | Margaret Court Tom Okker          | 6-3, 7-5      |
| 5.               | 1968-08-11 | WTA Hamburg   | gravel     | Frew McMillan | Patricia Walkden Malcolm Anderson | 6-1, 12-10    |
| 6.               | 1968-08-20 | WTA Kitzbühel | gravel     | Robert Wilson | Helen Amos Herb Fitzgibbon        | 6-3, 6-4      |
| verloren finales |            |               |            |               |                                   |               |
| 1.               | 1970-06-14 | WTA Beckenham | gras       | Frew McMillan | Evonne Goolagong Bob Giltinan     | gedeeld       |